# Грива (Брянская область)
Грива — поселок в Новозыбковском городском округе Брянской области.

## География
Находится в западной части Брянской области на расстоянии приблизительно 21 км на запад-северо-запад по прямой от районного центра города Новозыбков рядом с границей с республикой Беларусь.

## История
Поселение здесь было известно с 1930-х годов. До 2019 года входил в состав Старобобовичского сельского поселения Новозыбковского района до их упразднения.

## Население
Численность населения: 3 человека в 2002 году (русские 100 %), 0 в 2010.